# Seghill
Seghill – wieś w Anglii, w hrabstwie Northumberland. Leży 11 km na północ od miasta Newcastle upon Tyne i 406 km na północ od Londynu.